# Fón (jednotka)
Fón (Ph) je jednotkou hladiny hlasitosti. Hladinou hlasitosti je nazývána subjektivní hlasitost, která je vnímána sluchem.
Hladina hlasitosti je definována tak, že hladina hlasitosti 1 fón je při frekvenci 1 kHz stejně velká jako jednotka hladiny zvuku 1 dB. Pro zvuky ostatní frekvencí jsou hladiny hlasitosti definovány subjektivním porovnáváním s hladinou hlasitosti referenčního tónu.
Další jednotkou subjektivní hlasitosti je son.